# Gould Bay
Die Gould Bay (in Argentinien Bahía Austral, spanisch für Südbucht) ist eine Bucht im südlichen antarktischen Weddell-Meer. Sie liegt an der Verbindung zwischen dem Filchner-Ronne-Schelfeis und der nordöstlichen Ecke der Berkner-Insel. Die Bucht war Standort der Ellsworth-Station.
Teilnehmer der US-amerikanischen Ronne Antarctic Research Expedition (1947–1948) entdeckten sie. Expeditionsleiter Finn Ronne benannte sie nach dem US-amerikanischen Geologen und Geographen Laurence McKinley Gould (1896–1995), stellvertretender Leiter der Byrd Antarctic Expedition (1928–1930).
Im November 2019 brach die deutsche Ausdauer- und Extremsportlerin Anja Blacha auf ihren Marsch von der Gould Bay zum geographischen Südpol auf.